# Vismia
Vismia es un género de plantas perteneciente a la familia Hypericaceae. Como la mayoría de los miembros de Clusiaceae, las especies de este género contienen xantonas. Comprende 107 especies descritas y de estas, solo 45 aceptadas. Es originario de las zonas tropicales de América y África.

## Descripción
Son árboles o arbustos, con tricomas simples y también estrellados o dendroides, y con hileras glandulares o puntos rojo obscuros a rosados o anaranjados; plantas hermafroditas. Hojas con puntos glandulares negruzcos. Flores homostilas o heterostilas; sépalos 5, pubescentes dorsalmente excepto en los angostos márgenes internos glandulares; pétalos 5, vellosos en el interior, con glándulas anaranjadas a negras; estambres en 5 fascículos antipétalos cada uno de 10–50 estambres; fascículos estaminodiales 5; ovario 5-locular con placentación axial, estilos 5, libres. Fruto una baya lisa, glabra, frecuentemente punteado-glandular; semillas numerosas, cilíndricas.

## Taxonomía
El género fue descrito por Domenico Vandelli y publicado en Florae Lusitanicae et Brasiliensis Specimen 51, f. 24. 1788. La especie tipo es: Vismia cayennensis (Jacq.) Pers.
Estudios españoles indican que Vismia baccifera es efectiva contra el cáncer de hígado.

## Especies aceptadas
A continuación se brinda un listado de las especies del género Vismia aceptadas hasta septiembre de 2014, ordenadas alfabéticamente. Para cada una se indica el nombre binomial seguido del autor. abreviado según las convenciones y usos.	
- Vismia acuminata ((Lam.) Pers. Syn. Pl. 2: 86 1806) - caparrosa de Caracas, notijo de Caracas.[4]
- Vismia affinis (Oliv. Fl. Trop. Afr. 1: 161 1868)
- Vismia amazonica (Ewan Contr. U.S. Natl. Herb. 35(5): 355–356 1962)
- Vismia angusta (Miq. Linnaea 18(1): 27–28 1844)
- Vismia angustifolia (Rusby Descr. S. Amer. Pl. 59 1920)
- Vismia baccifera ((L.) Triana & Planch. Ann. Sci. Nat., Bot., sér. 4, 18: 300 1862)
- Vismia bemerguii (M.E. Berg Trab. 26 Congr. Nac. Bot. Río de Janeiro 1977)
- Vismia billbergiana (Beurl. Kongl. Vetensk. Acad. Handl. 40: 117 1854)
- Vismia brasiliensis (Choisy Prodr. Monogr. Hypéric. 35, t. 2 1821) - goma guta americana[4]
- Vismia buchtienii (Ewan Contr. U.S. Natl. Herb. 35(5): 353–354 1962)
- Vismia calvescens (Gilg & Hieron. Bot. Jahrb. Syst. 21: 322 1895)
- Vismia camparaguey Sprague & L. Riley Bull. Misc. Inform. Kew: 13 1924)
- Vismia caparosa (Kunth Nov. Gen. Sp. (quarto ed.) 5: 182 1821 [1822])
- Vismia cauliflora (A.C. Sm. J. Arnold Arbor. 20: 299 1939)
- Vismia cavalcantii (M.E. Berg Bol. Mus. Paraense Bot. 38: 1 1970)
- Vismia cavanillesiana (Cuatrec. Revista Acad. Colomb. Ci. Exact. 7: 47 1946)
- Vismia cayennensis ((Jacq.) Pers. Syn. Pl. 2: 86 1807)
- Vismia cearensis (Huber Bull. Herb. Boissier, sér. 2, 1: 313 1901)
- Vismia confertiflora (Spruce ex Reichardt Fl. Bras. 12(1): 205 1878)
- Vismia cordata ((Rusby) S.F. Blake Contr. Gray Herb. 53: 41 1918)
- Vismia crassa ((Rusby) S.F. Blake Contr. Gray Herb. 53: 41 1918)
- Vismia cuatrecasasii (Ewan Contr. U.S. Natl. Herb. 35(5): 331–332 1962)
- Vismia dealbata (Kunth Nov. Gen. Sp. (quarto ed.) 5: 184, t. 454 1821)
- Vismia falcata (Rusby Descr. S. Amer. Pl. 59 1920)
- Vismia ferruginea (Kunth Nov. Gen. Sp. (quarto ed.) 5: 183 1821 [1822])
- Vismia floribunda (Sprague Trans. Bot. Soc. Edinburgh 22: 428 1905)
- Vismia glabra (Ruiz & Pav. Syst. Veg. Fl. Peruv. Chil. 183 1798)
- Vismia glaziovii (Ruhland Bot. Jahrb. Syst. 30(Beibl. 67): 27 1901)
- Vismia gracilis (Hieron. Bot. Jahrb. Syst. 20(Beibl. 49): 52 1895)
- Vismia guaramirangae Huber Bull. Herb. Boissier, sér. 2, 1: 313 1901)
- Vismia guianensis ((Aubl.) Pers. Syn. Pl. 2: 86 1807), denominada en Costa Rica y Honduras achiotillo[5]
- Vismia guineensis ((L.) Choisy Monogr. Hydrocot. 36 1821)
- Vismia hamanii (S.F. Blake Contr. Gray Herb. 53: 41 1918)
- Vismia hilairii (Gardner ex Hook. London J. Bot. 2: 334 1843)
- Vismia humboldtiana (Schltdl. & Cham. Linnaea 3: 118 1828)
- Vismia japurensis (Reichardt Fl. Bras. 12(1): 209, t. 39 1878)
- Vismia jefensis (N. Robson Ann. Missouri Bot. Gard. 65(1): 19 1978)
- Vismia jelskii (Szyszył. Rozpr. Akad. Umiejetn. ser. 2, 9: 225 1895)
- Vismia laevis (Triana & Planch. Ann. Sci. Nat., Bot., sér. 4, 18: 303–304 1862)
- Vismia lateriflora (Ducke Arq. Serv. Florest. 1: 33 1939)
- Vismia latifolia ((Aubl.) Choisy Prodr. Monogr. Hypéric. 36 1821)
- Vismia latisepala (N. Robson Ann. Missouri Bot. Gard. 65(1): 20 1978)
- Vismia lauriformis ((Lam.) Choisy Prodr. Monogr. Hypéric. 35 1821)
- Vismia laxiflora (Reichardt Fl. Bras. 21(1): 203 1878)
- Vismia lehmannii (Hieron. Bot. Jahrb. Syst. 20(Beibl. 49): 53 1895)
- Vismia leonensis (Hook. f. Niger Fl. 243 1849)
- Vismia lindeniana (Decne. Bull. Soc. Imp. Naturalistes Moscou 31(1): 381 1858)
- Vismia longifolia (A. St.-Hil. Fl. Bras. Merid. (quarto ed.) 1: 326, t. 68 1827)
- Vismia macrophylla (Kunth Nov. Gen. Sp. (quarto ed.) 5: 184 1821 [1822])
- Vismia magnoliifolia (Schltdl. & Cham. Linnaea 3: 118 1828)
- Vismia mandurr Hieron. Bot. Jahrb. Syst. 20(Beibl. 49): 54 1895)
- Vismia martiana (Reichardt Fl. Bras. 12(1): 204, pl. 37 1878)
- Vismia mexicana (Schltdl. Linnaea 10(3): 245–246 1836)
- Vismia micrantha (Mart. ex A. St.-Hil. Fl. Bras. Merid. (quarto ed.) 1: 327 1827)
- Vismia minutiflora (Ewan Contr. U.S. Natl. Herb. 35(5): 319–320 1962)
- Vismia obtusa (Spruce ex Reichardt Fl. Bras. 12(1): 207 1878)
- Vismia orientalis (Engl. Veg. Erde 3(2): 501 1921)
- Vismia panamensis (Duchass. & Walp. Linnaea 23(6): 748 1850)
- Vismia parviflora (Schltdl. & Cham. Linnaea 3: 119 1828)
- Vismia pauciflora (Milne-Redh. Kew Bull. 8: 437 1953)
- Vismia pentagyna ((Spreng.) Ewan Contr. U.S. Natl. Herb. 35(5): 352–353 1962)
- Vismia plicatifolia (Hochr. Annuaire Conserv. Jard. Bot. Geneve 21: 54 1919)
- Vismia pozuzoensis (Engl. Bot. Jahrb. Syst. 58(Beibl. 130): 1 1923)
- Vismia ramuliflora (Miq. Stirp. Surinam. Select. 88 1850)
- Vismia reichardtiana ((Kuntze) Ewan Contr. U.S. Natl. Herb. 35(5): 348–349 1962)
- Vismia reticulata ((Poir.) Choisy Prodr. Monogr. Hypéric. 34 1821)
- Vismia rubescens (Oliv. Fl. Trop. Afr. 1: 160 1871)
- Vismia rufa (Cuatrec. Revista Acad. Colomb. Ci. Exact. 7: 47, f. 1 1946)
- Vismia rufescens ((Lam.) Pers. Syn. Pl. 2: 86 1806)
- Vismia rusbyi Ewan Contr. U.S. Natl. Herb. 35(5): 350–352 1962)
- Vismia sandwithii (Ewan Contr. U.S. Natl. Herb. 35(5): 309–310 1962)
- Vismia schultesii (N. Robson Ann. Missouri Bot. Gard. 77(2): 410–411 1990)
- Vismia sessilifolia ((Aubl.) DC. Prodr. 1: 542 1824)
- Vismia sprucei Sprague Trans. Bot. Soc. Edinburgh 22: 428 1905)
- Vismia steyermarkii (N. Robson Ann. Missouri Bot. Gard. 77: 411 1990)
- Vismia subcuneata (Huber Bol. Mus. Goeldi Hist. Nat. Ethnogr. 4: 588 1906)
- Vismia tenuinervia ((M.E. Berg) N. Robson Ann. Miss. Bot. Gard. 77(2): 411 1990)
- Vismia tomentosa (Ruiz & Pav. Syst. Veg. Fl. Peruv. Chil. 183 1798)
- Vismia urceolata (Ewan Contr. U.S. Natl. Herb. 35(5): 324 1962)